# Corethrella atricornis
Corethrella atricornis är en tvåvingeart som beskrevs av Art Borkent 2008. Corethrella atricornis ingår i släktet Corethrella och familjen Corethrellidae. Inga underarter finns listade i Catalogue of Life.